# Ozereanî, Halîci
Ozereanî (în ucraineană Озеряни) este localitatea de reședință a comunei Ozereanî din raionul Halîci, regiunea Ivano-Frankivsk, Ucraina.

## Demografie
Componența lingvistică a localității Ozereanî
     Ucraineană (99,55%)
Conform recensământului din 2001, majoritatea populației localității Ozereanî era vorbitoare de ucraineană (99,55%), existând în minoritate și vorbitori de alte limbi.